# 成吉思汗 (亞洲電視劇集)
《成吉思汗》是香港亞洲電視劇集，1987年12月14日至1988年1月8日間首播，此劇為同期播出的無綫電視劇集《成吉思汗》的雙胞版本，劇組亦親赴中國內蒙古草原拍攝外景。
此劇是羅石青至今為止最後一部電視劇，之後他離開亞洲電視並息影，未再參與任何影視演出。

## 演員表
- 劉　永 飾 成吉思汗/也速該
- 黎燕珊 飾 孛兒帖
- 潘銑怡 飾 訶額侖
- 吳廷燁 飾 合撒兒
- 鄭恕峰 飾 別勒古台
- 孫　興 飾 札木合
- 偉　龍 飾 紿察兒
- 姜漢文 飾 博斡爾出
- 徐二牛 飾 者勒蔑
- 關偉倫 飾 木華黎
- 陳　亮 飾 者　別
- 關子標 飾 赤老溫
- 陳世華 飾 沉　白
- 邱大鵬 飾 孛勒兀勒
- 鄧德光 飾 忽必來
- 凌文海 飾 蒙力克
- 吳聲發 飾 術　赤
- 弗　烈 飾 察合台
- 張　煒 飾 窩闊台
- 羅頌華 飾 拖　雷
- 榮　飚 飾 豁兒赤
- 鄭　雷 飾 塔烈忽台
- 蔡國慶 飾 德薛禪
- 羅石青 飾 脫里勤（王汗）
- 李　岡 飾 桑　昆
- 敖　龍 飾 鎖兒罕失剌
- 凌腓力 飾 闊闊出（巫師）
- 孟麗萍 飾 合答安
- 蕭山仁 飾 撒　察
- 范永樺 飾 不里孛闊
- 文禮玫 飾 豁　真
- 吳耀良 飾 扎兒赤
- 張　錚 飾 王　京
- 魯振順 飾 太陽汗
- 梁漢威 飾 范繼成
- 江　漢 飾 辛棄疾
- 鮑漢琳 飾 陸　遊
- 江　濤 飾 丘處機
- 潘志文 飾 耶律楚材
- 程　嵐 飾 忽　蘭
- 秦蔚文 飾 古兒別速
- 劉玉峰 飾 赤列都
- 蔡敏燁 飾 速　赤
- 陳彩燕 飾 也　遂
- 單桂枝 飾 也速干
- 周慧娟 飾 黑　答
- 阮令濤 飾 闊闊出（馬夫）
- 羅敏玲 飾 闊闊出（養子）